# カオヤングサウルス
カオヤングサウルス (Chaoyangsaurus) は周飾頭亜目に属する恐竜で、ジュラ紀後期の中国に生息した。より詳しくは角竜類（オウムような嘴を持つ草食恐竜で、白亜紀の北アメリカとアジアで繁栄したグループ）に含まれる。カオヤングサウルスも、他の角竜と同様、基本的には草食性であった。"Chaoyang"は発見された土地の名前、"saurus"はギリシア語で「トカゲ」の意。

## 発見と種
カオヤングサウルスは中国北東部、遼寧省の朝陽（チャオヤン）市で発見された。種小名は中国人古生物学者C. C. YoungことYang Zhongjian（杨钟健）への献名である。模式種はC. youngi である。

## 綴り
他の多くの恐竜とは違い、カオヤングサウルスは公式に発表される以前から多くの場所で議論の的となった。そのため、幾つかの異なった綴りが世間に流布するに至った。最初に活字になった綴りChaoyoungosaurus（gの後にoが入る）は、日本の博物館のガイドブックにおけるものである。Zhao (1983) においても同様の綴りが使用された。
Dong (1992) も同様の綴りを正式に記載したが、必要な記載文を伴っていなかったためChaoyoungosaurus（gの後にoが入る）は裸名（nomen nudum）と見なされている。
1999年までこの恐竜に正式名称は付けられなかった。Sereno (1999) における角竜類の分類法概観中で、Chaoyangsaurus の名が使われた。同年12月のCheng, Zhao, and Xu の論文中でChaoyangsaurus youngi の名が正式に記載され、属名Chaoyangsaurus は裸名ではなくなった。以降はgの後にoが入らない綴りが正式と見なされている。